# Elisabeth Maria Hajós
Elisabeth Maria Hajós (geboren 15. Januar 1900 in Nyíregyháza; gestorben 1982) war eine ungarisch-US-amerikanische Kunsthistorikerin.

## Leben
Elisabeth Maria Hajós war eine Tochter des Rechtsanwalts Alexander Hajós. Sie besuchte die Schule in Budapest und studierte Kunstgeschichte, Philosophie und Literaturgeschichte in Budapest, Freiburg im Breisgau und Berlin. Sie wurde 1924 bei Hans Jantzen in Freiburg mit der Dissertation Die Passionsfolge des Meisters der Spielkarten im Kupferstichkabinett in Dresden (Ms.) promoviert. 
Hajós arbeitete anschließend von 1925 bis 1928 als Assistentin an der Graphischen Sammlung der Albertina in Wien und schrieb Kunstkritiken. Sie machte Forschungsreisen in Europa. 1936 hatte sie ein Stipendium am Ungarischen Historischen Institut in Wien. In Budapest arbeitete sie als Dozentin an der Volkshochschule. Wegen des Antisemitismus in Ungarn und Österreich emigrierte Hajós 1938 in die USA. 
In den USA hatte sie 1940/41 eine Gastprofessur am Georgian Court College, fand aber fürderhin keine feste Beschäftigung und arbeitete als freiberufliche Kunsthistorikerin und Kunstkritikerin.   

## Schriften (Auswahl)
- mit Leopold Zahn: Berliner Architektur der Nachkriegszeit. Einführung Edwin Redslob. Berlin : Albertus, 1928
- Die Gemäldesammlung Josef Cremer, Dortmund, in: Belvedere, 1929, S. 154f.
- Ungarische Kunst in Nürnberg, in: Der Kunstwanderer: Zeitschrift für alte und neue Kunst, für Kunstmarkt und Sammelwesen. 1928/29
- Der Maler Josef Batò, in: Der Kunstwanderer: Zeitschrift für alte und neue Kunst, für Kunstmarkt und Sammelwesen. 1931/32
- Budapester Privatsammlungen, in: Der Kunstwanderer: Zeitschrift für alte und neue Kunst, für Kunstmarkt und Sammelwesen. 1931/32
- Paintings by old masters. Ausstellung in den Acquavella Galleries, New York, 1945
- Sigmund Jakob Apins Handbuch für den Sammler von Bildnisstichen, in: Philobiblon,  1969, Nr. 1, S. 3–26